# UFC Fight Night: Rockhold vs. Philippou
UFC Fight Night: Rockhold vs. Philippou è stato un evento di arti marziali miste tenuto dalla Ultimate Fighting Championship il 15 gennaio 2014 all'Arena at Gwinnett Center di Duluth, Stati Uniti.

## Risultati
|                  | Divisione       |                 |                 |                    | Metodo                                      | Round           | Tempo           | Premio          |
| Card principale  | Card principale | Card principale | Card principale | Card principale    | Card principale                             | Card principale | Card principale | Card principale |
| ---------------- | --------------- | --------------- | --------------- | ------------------ | ------------------------------------------- | --------------- | --------------- | --------------- |
|                  | Pesi Medi       | Luke Rockhold   | batte           | Costa Philippou    | KO (calcio al corpo)                        | 1               | 2:31            | KOTN            |
|                  | Pesi Medi       | Brad Tavares    | batte           | Lorenz Larkin      | Decisione unanime (29-28, 29-28, 29-28)     | 3               | 5:00            |                 |
|                  | Pesi Gallo      | T.J. Dillashaw  | batte           | Mike Easton        | Decisione unanime (30-27, 30-27, 30-27)     | 3               | 5:00            |                 |
|                  | Pesi Medi       | Yoel Romero     | batte           | Derek Brunson      | KO Tecnico (gomitate)                       | 3               | 3:23            | FOTN            |
|                  | Pesi Mosca      | John Moraga     | batte           | Dustin Ortiz       | Decisione non unanime (29-28, 28-29, 29-28) | 3               | 5:00            |                 |
|                  | Pesi Piuma      | Cole Miller     | batte           | Sam Sicilia        | Sottomissione (rear naked choke)            | 2               | 1:54            | SOTN            |
| Card preliminare |                 |                 |                 |                    |                                             |                 |                 |                 |
|                  | Pesi Leggeri    | Ramsey Nijem    | batte           | Justin Edwards     | Decisione unanime (30-27, 29-28, 29-28)     | 3               | 5:00            |                 |
|                  | Pesi Leggeri    | Elias Silvério  | batte           | Isaac Vallie-Flagg | Decisione unanime (29-27, 29-27, 29-27)     | 3               | 5:00            |                 |
|                  | Pesi Medi       | Trevor Smith    | batte           | Brian Houston      | Decisione non unanime (29-28, 28-29, 29-28) | 3               | 5:00            |                 |
|                  | Pesi Mosca      | Louis Smolka    | batte           | Alptekin Özkiliç   | Decisione unanime (29-28, 29-28, 29-28)     | 3               | 5:00            |                 |
|                  | Pesi Leggeri    | Vinc Pichel     | batte           | Garrett Whiteley   | Decisione unanime (30-27, 30-27, 30-27)     | 3               | 5:00            |                 |
|                  | Pesi Welter     | Beneil Dariush  | batte           | Charlie Brenneman  | Sottomissione (rear naked choke)            | 1               | 1:45            |                 |

## Premi
I lottatori premiati ricevettero un bonus di 50.000 dollari.
Legenda:
- FOTN: Fight of the Night (vengono premiati entrambi gli atleti per il miglior incontro dell'evento)
- KOTN: Knockout of the Night (viene premiato il vincitore per la migliore vittoria tramite KO dell'evento)
- SOTN: Submission of the Night (viene premiato il vincitore per la migliore vittoria tramite sottomissione dell'evento)

## Incontri annullati
|  | Divisione         |              |        |                  | Motivo                               |
|  | ----------------- | ------------ | ------ | ---------------- | ------------------------------------ |
|  | Pesi Mediomassimi | Thiago Silva | contro | Ovince St. Preux | Posticipato a UFC 171                |
|  | Pesi Welter       | Jason High   | contro | Adlan Amagov     | Entrambi gli atleti si infortunarono |